# Луна (фильм, 1965)
«Луна́» — советский научно-популярный и научно-фантастический фильм режиссёра П. Клушанцева.

## Сюжет
В первой части фильма — научно-популярной — рассказывается о последних (на середину 1960-х годов) достижениях учёных в области исследования Луны. Учёные рассказывают о гипотезах происхождения лунных морей, о температуре лунной поверхности и предполагаемых свойствах лунного грунта.
Вторая часть ленты — научно-фантастическая. Показано, как в недалёком будущем Луна будет осваиваться людьми: от гипотетической первой лунной экспедиции до лунных городов и лабораторий.

## Съёмочная группа
- Автор сценария и режиссёр — Павел Клушанцев.
- Оператор — Аркадий Климов.
- Художник — Ю. Швец.
- Операторы комбинированных съёмок — Аркадий Климов, А. Романенко.
- Художник комбинированных съёмок — З. Миронова, Ю. Швец.
- Режиссёр-мультипликатор — Г. Ершов.
- Композитор — Александр Чернов.
- Звукооператор — Р. П. Левитина.
- Текст читает — ?
- Редактор — И. Зырина.
- Директор картины — С. Рабинов.

## Учёные, участвующие в фильме
- А. В. Поваляев — научный консультант
- А. В. Марков
- В. А. Федорец
- В. В. Шаронов — научный консультант
- В. С. Троицкий
- В. Л. Козлова
- Н. Н. Сытинская
- Н. П. Барабашов — научный консультант
- М. Н. Марков

## Художественные особенности
Фильм снят в типичной для Павла Клушанцева манере и синтезирует два жанра — научно-популярное кино и научно-художественную фантазию.
Во второй, «фантастической» части фильма применена мультипликация и комбинированные съёмки.

## Награды
Фильм получил Золотую печать города Триеста на IV международном кинофестивале фантастических фильмов (Италия, 1966).